# Djidja
Djidja es una comuna beninesa perteneciente al departamento de Zou.
En 2013 tiene 123 542 habitantes, de los cuales 23 781 viven en el arrondissement de Djidja.
Se ubica unos 20 km al norte de Abomey. Su territorio ocupa el tercio noroccidental del departamento y es fronterizo por el noroeste con Togo.

## Subdivisiones
Comprende los siguientes arrondissements:
- Agondji
- Agouna
- Dan
- Djidja
- Dohouimè
- Gobè
- Monsourou
- Mougnon
- Oungbègamè
- Outo
- Setto
- Zoukou